# With No Human Intervention
With No Human Intervention è il terzo album studio degli Aborym, pubblicato nel 2003. Attila Csihar è per la seconda volta la voce principale su questo album.

## Tracce
1. Antichristian Codec (Intro) – 0:30
2. With No Human Intervention – 6:19
3. U.V. Impaler – 3:24
4. Humechanics-Virus – 4:55
5. Does Not Compute – 4:04
6. Faustian Spirit of the Earth – 5:25
7. Digital Coat Masque – 6:10
8. The Triumph – 9:58
9. Black Hole Spell – 5:11
10. Me(n)tal Striken Terror Action 2 – 4:30
11. Out of Shell – 4:34
12. Chernobyl Generation – 6:04
13. The Alienation of a Blackened Heart – 2:47
14. Automatik Rave'olution Aborym – 3:31

## Formazione

### Gruppo
- Malfeitor Fabban – basso, sintetizzatore, campionamenti e seconda voce
- Attila Csihar – voce
- Nysrok – chitarra, sintetizzatore e seconda voce
- Set Teitan – drum machine, chitarra e campionamenti

### Altri musicisti
- Christian Ice – drum machine
- Nattefrost – voce nella traccia 13
- Faust – voce parlata nelle tracce 2,6
- Irrumator – batteria
- Matt Jarman – programmazione